# Jérémy Florès
Cet article possède des homonymes et des paronymes, voir Flores.
Jérémy Florès, né le 27 avril 1988 sur l'île de La Réunion, est un surfeur professionnel français. Il est le plus jeune surfeur de l'histoire à se qualifier pour l'élite mondiale (WCT).
Il a intégré l'équipe France en 2000, est devenu champion d'Europe junior au milieu de l'année 2005, a remporté le championnat du monde WQS en 2006 et termine 8e du WCT, l'élite du surf mondial en 2007, ce qui lui vaut le titre de Rookie of the year (meilleur débutant sur le tour).
En 2009, il crée la marque de sous-vêtements Moskova avec 2 autres surfeurs Miky Picon et Patrick Beven ainsi que l'aide de Quiksilver.
Le 16 décembre 2010, Jérémy remporte le prestigieux Billabong Pipeline Master devenant ainsi le premier européen à s'imposer dans cette compétition. Cette victoire, qu'il dédiera à son idole Andy Irons, le propulsera au 9e rang mondial au terme de la saison 2010.

## Biographie
Il commence le surf à l'âge de trois ans à La Réunion sur la plage de Boucan Canot puis s'est exilé sur l'île de sa mère, Madagascar, de 7 à 10 ans, où il a continué à progresser avec son père, Patrick.
En 1999, sa famille part vivre en Australie, à Newport, où pendant 6 mois il enchaîne les compétitions australiennes (champion de Sydney en 2000 et 2001, 2e Groms search international final, 1er des Volcom nationals series...).
Pendant 7 ans, il vit 6 mois à Sydney et 6 mois à Capbreton dans les Landes.
À 14 ans, il termine 5e des championnats du monde des moins de 18 ans. En 2005, invité par son sponsor Quiksilver, il élimine Mick Fanning (3e mondial), au Quiksilver Pro 2005 d'Hossegor, pour ensuite perdre contre Kelly Slater au cours d'une série d'anthologie.
Il est sur le tour WQS depuis 2 ans, 86e en 2005, il devient en août 2006 1er ce qui lui permet à 18 ans d'être le plus jeune surfeur de tous les temps à intégrer en 2007 le WCT (le top 45, l'élite mondiale du surf). Il a par ailleurs terminé au troisième tour du Quiksilver Pro France 2006.
Et le dimanche 13 mai 2007, à Teahupoo (Tahiti) spot connu internationalement dans le monde, il bat "le King" Kelly Slater dans le 4e Round... il réalise alors un de ses rêves et se qualifie ainsi pour les quarts de finale du Billabong Pro Teahupoo (WCT).
Il remet ça lorsqu'il se qualifie pour le 3e tour du Rip Curl Search Pro Arica (Chili) avec un 9,66 (meilleure vague du 1er Tour)
À l'issue de la saison 2007, il se classe à la 8e place du classement WCT. Son meilleur résultat est une demi-finale obtenue à Trestles, aux États-Unis.
Kelly Slater dira de lui :"Jérémy surfe mieux que moi au même âge". Un compliment qui n'a rien d'anodin venant de la référence de ce sport[réf. nécessaire]
Il remporte le titre ISA de Champion du Monde 2009 et ainsi apporte avec Antoine Delpero (Champion du Monde ISA Longboard) et Pauline Ado (4e féminine) une place de vice-championne du Monde ISA pour la France.
Il finit la saison 2010 en tournant une page de l'histoire du surf Français et plus généralement Européenne en remportant pour la première fois une épreuve du WCT à Hawaï le prestigieux Pipeline Master en éliminant Kelly Slater en demi-finale.
2013 est une année difficile pour le surfeur réunionnais, malgré son titre de champion d'Europe ASP. Il termine 19e du classement WCT.
En 2014, après avoir perdu un heat de justesse contre Sebastien Zietz, Jéremy eut un désagrément avec les juges, et se fait suspendre par l'ASP du billabong teahupoo, un de ces events favori.
Après une saison 2014 chaotique, Florès décroche en 2015 une série de bons résultats. Sur le circuit QS, il termine deuxième du Oakley Lowers Pro à Trestles et du Quiksilver Saquarema Pro à Saquarema, respectivement contre Filipe Toledo et Alex Ribeiro. Sur le circuit d'élite, il termine troisième du Fiji Pro à Tavarua et remporte surtout le Billabong Pro Tahiti à Teahupoo face au Brésilien Gabriel Medina, champion du monde en titre. Cette victoire constitue alors sa deuxième victoire sur le CT après sa victoire au Pipe Masters en 2010 et le place provisoirement à la 7e place du classement général.
Le 11 octobre 2019, il devient le premier Français à remporter le Pro France. La neuvième manche du circuit pro s'est terminée par un duel entre Jerémy Florès et le Brésilien Italo Ferreira, duel remporté largement par Jérémy Florès grâce notamment à un premier passage noté 9,67.
En juillet 2021, il figure dans la toute première équipe de surf française à participer aux Jeux Olympiques d'été de Tokyo aux côtés de Johanne Defay, Michel Bourez et Pauline Ado.
Le 9 aout 2021, il annonce qu'il mettra un terme à sa carrière sportive professionnelle après les deux dernières manches du circuit pro 2021.
En 2025, on apprend dans le documentaire « JEREMY FLORES/Dos au mur » que cette décision de mettre un terme à sa carrière fait suite à des moments de fatigue et de maux de tête intenses qui l’amènent en 2022 à consulter pour en trouver la cause. Il apprend lors de cet examen être atteint d’une tumeur au cerveau annoncée comme étant inopérable. Il se tourne alors vers l’un des plus grand spécialiste de la chirurgie du cerveau éveillée au CHRU de Montpellier. Une grosse partie de la tumeur est alors ablatée mais elle reste encore présente à ce jour.
En 2023, on lui propose de prendre la tête du coaching de l’équipe de surf Olympique qui mènera à la médaille d’or de Kauli Vaast lors des Jeux olympique de Paris en 2024 sur le célèbre spot de Teahupoo à Tahiti. 

### Vie privée
En 2014, la presse française révèle sa liaison avec l'ex-Miss Tahiti et mannequin français Hinarani de Longeaux. En novembre 2017, ils annoncent attendre leur premier enfant par le biais d'un cliché posté sur les réseaux sociaux. C'est ainsi qu'ils deviennent les parents d'une fille nommée Hinahei l'année suivante. Le couple annonce en 2021 attendre un deuxième enfant. Leur garçon Kai nait le 8 novembre de la même année.

## Décorations
- Chevalier de l'ordre du Mérite maritime (décret du 8 mars 2022)[11].

## Palmarès et résultats

### Saison par saison
- 2005 :
  - Champion d'Europe junior
  - Champion du monde par équipes junior

- 2006 :
  - Champion du monde QS

- 2007 :
  - 3e du Boost Mobile Pro à Trestles (Californie)
  - Rookie of the year

- 2008 :
  - 3e du Quiksilver Pro Gold Coast à Gold Coast (Australie)
  - 2e du Mark Richards Pro à Newcastle (Australie)
  - 3e du Boost Mobile Pro à San Clemente (Californie)
  - 2e du Hang Loose Santa Catarina Pro à Laguna (Brésil)

- 2009 :
  - Champion du monde ISA
  - Vice champion du monde ISA par équipes

- 2010 :
  - 3e du Billabong Pro Teahupoo à Teahupoo (Tahiti)
  - 3e du Rip Curl Pro Portugal à Peniche (Portugal)
  - 1er du Billabong Pipe Masters à Banzai Pipeline, sur le North Shore d'Oahu (Hawaï)

- 2011 :
  - 3e du Billabong Rio Pro à Rio de Janeiro (Brésil)
  - Invité au Mémorial Eddie Aikau (saison 2011/2012)

- 2012 :
  - 3e du Rip Curl Pro Bells Beach à Bells Beach (Australie)
  - Invité au Mémorial Eddie Aikau (saison 2012/2013)

- 2013 :
  - 3e du Cascais Billabong Pro à Cascais (Portugal)
  - 3e du Reef Hawaiian Pro à Oahu (Hawaï)
  - Champion d'Europe

- 2014 :
  - 3e du Reef Hawaiian Pro à Oahu (Hawaï)

- 2015 :
  - 2e du Oakley Lowers Pro à Lower Trestles (Californie)
  - 2e du Quiksilver Pro Saquarema à Saquarema (Brésil)
  - 3e du Fiji Pro à Tavarua (Fidji)[12]
  - 1er du Billabong Pro Tahiti à Teahupoo (Tahiti)[13]

- 2016 :
  - 3e du Ballito Pro à Ballito (Afrique du Sud)
  - 2e du Billabong Pro Cascais à Cascais (Portugal)
- 2017 :
  - 1er du Billabong Pipe Masters à Banzai Pipeline, sur le North Shore d'Oahu (Hawaï)

- 2019
  - 1er du Quiksilver Pro France à Hossegor (France)

### Classements
| Année             | 2006 | 2007 | 2008 | 2009 | 2010 | 2011 | 2012 | 2013 | 2014 | 2015 | 2016 | 2017 | 2018 | 2019 | 2020 |
| ----------------- | ---- | ---- | ---- | ---- | ---- | ---- | ---- | ---- | ---- | ---- | ---- | ---- | ---- | ---- | ---- |
| Championship Tour |      | 8e   | 10e  | 25e  | 9e   | 13e  | 10e  | 18e  | 33e  | 8e   | 25e  | 15e  | 16e  | 10e  |      |
| Qualifying Series | 1er  |      |      |      |      | 15e  | 15e  | 16e  | 11e  | 13e  | 7e   | 112e |      |      |      |